# Tom Goodman-Hill
Tom Goodman-Hill est un acteur britannique né en 1968 à Enfield.

## Filmographie

### Cinéma
- 1996 : Le Temps d'aimer : Houston Kenyon
- 2001 : Charlotte Gray : l'homme d'affaires à la fête
- 2002 : The One and Only : le vendeur de cuisines
- 2003 : La Ligue des gentlemen extraordinaires : Sanderson Reed
- 2004 : Fat Slags : Baz
- 2005 : Festival : Dougie MacLachlan
- 2009 : 1939 : le directeur
- 2011 : Chalet Girl : Les
- 2011 : 7lives : Peter
- 2014 : Imitation Game : Sergent Staehl
- 2014 : Down Dog : Dr Hill
- 2015 : Residue : Keller
- 2015 : Everest : Neal Biedleman
- 2016 : Hippie Hippie Shake : David Frost
- 2016 : The Truth Commissioner : Jake Marston
- 2020 : Rebecca de Ben Wheatley
- 2020 : The War Below de J.P. Watts : Hellfire jack

### Télévision
- 1994 : Licence to Live : un policier
- 1999 : People Like Us : David Knight (1 épisode)
- 1999 : Jonathan Creek : Jeff (1 épisode)
- 2000 : A Dinner of Herbs : Hal Roystan (4 épisodes)
- 2001 : Les Aventuriers du monde perdu : Arthur Hare
- 2002 : MI-5 : Nick Thomas (1 épisode)
- 2002 : The Office : Ray (3 épisodes)
- 2004 : La Pire Semaine de ma vie : Ben (3 épisodes)
- 2005 : Broken News : Joe Reed et Guy Batson (6 épisodes)
- 2005 : Ash et Scribbs : Doug Bannister (1 épisode)
- 2005-2011 : Ideal : PC (46 épisodes)
- 2006 : Green Wing : un homme politique (1 épisode)
- 2007 : After You've Gone : David Henderson (1 épisode)
- 2008 : Le Choix de Jane : M. Lushington
- 2008 : Never Better : Richard (6 épisodes)
- 2008 : Inspecteur Lewis : Richard Helm (1 épisode)
- 2008 : Doctor Who : Révérend Golightly (épisode 7 saison 4 : Agatha Christie mène l'enquête)
- 2008 : Inspecteur Barnaby : Tristan Balliol (1 épisode)
- 2008 : The Devil's Whore : John Lilburne (4 épisodes)
- 2009 : Les Arnaqueurs VIP : Alfie Baron (1 épisode)
- 2009 : Free Agents : Malcolm (3 épisodes)
- 2009 : Inspecteur George Gently : Sam Draper (1 épisode)
- 2011 : Meurtres en sommeil : Tristan (2 épisodes)
- 2011 : Jackson Brodie, détective privé : Neil Hunter (2 épisodes)
- 2011 : Doc Martin (en) : Mark Bridge (2 épisodes)
- 2011 : Spy : Philip (6 épisodes)
- 2011 : Black Mirror : Tom Blice (1 épisode)
- 2012 : Call the Midwife : David Jones (1 épisode)
- 2012 : The Hollow Crown : Sir Stephen Scroop (1 épisode)
- 2012 : Dead Boss : Tim (6 épisodes)
- 2013-2015 : Mr Selfridge : M. Grove (30 épisodes)
- 2015 : Residue : Hollings (1 épisode)
- 2015 - 2018 : Humans : Joe Hawkings (24 épisodes)
- 2024 : Mon petit Renne : Darrien

### Jeu vidéo
- 2004 : Harry Potter et le Prisonnier d'Azkaban : Peter Pettigrow
- 2005 : Harry Potter et la Coupe de feu : Peter Pettigrow
- 2005 : Shinobido : Zaji
- 2008 : Viking: Battle for Asgard
- 2009 : Killzone 2 : plusieurs Helghast
- 2011 : The Last Story : Ashtar
- 2011 : Killzone 3 : les soldats Helghast
- 2012 : ZombiU : Dr Peter Knight
- 2013 : Soul Sacrifice : voix additionnelles
- 2013 : Ryse: Son of Rome : voix additionnelles
- 2016 : The Witcher 3: Wild Hunt - Blood and Wine : Damien de la Tour